# 圣彼得福
圣彼得福，是匈牙利沃什州所辖的一个村，总面积31.24平方公里，总人口966，人口密度30.9人/平方公里（2010年1月1日）。